# 침전지

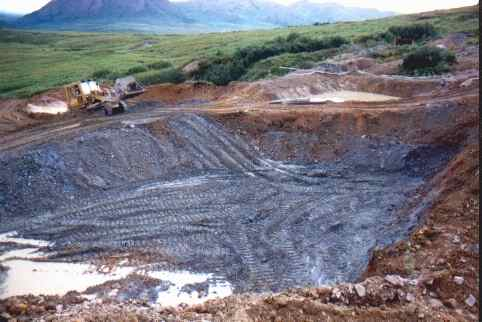

침전지(沈澱池)는 폐수로부터 침전 가능한 물질을 제거하기 위해 퇴적을 활용한 육지 구조 또는 콘크리트 구조이다. 침전지는 농업, 수산양식, 광업 등 다양한 산업에서 수질 오염을 통제하기 위해 사용된다.

## 같이 보기
- 정수 (물)
- 유수지